# San Pedro de Quemes (gemeente)
San Pedro de Quemes is een gemeente (municipio) in de Boliviaanse provincie Nor Lípez in het departement Potosí. De gemeente telt naar schatting 1.230 inwoners (2018). De hoofdplaats is San Pedro de Quemes.